# Quadrifora

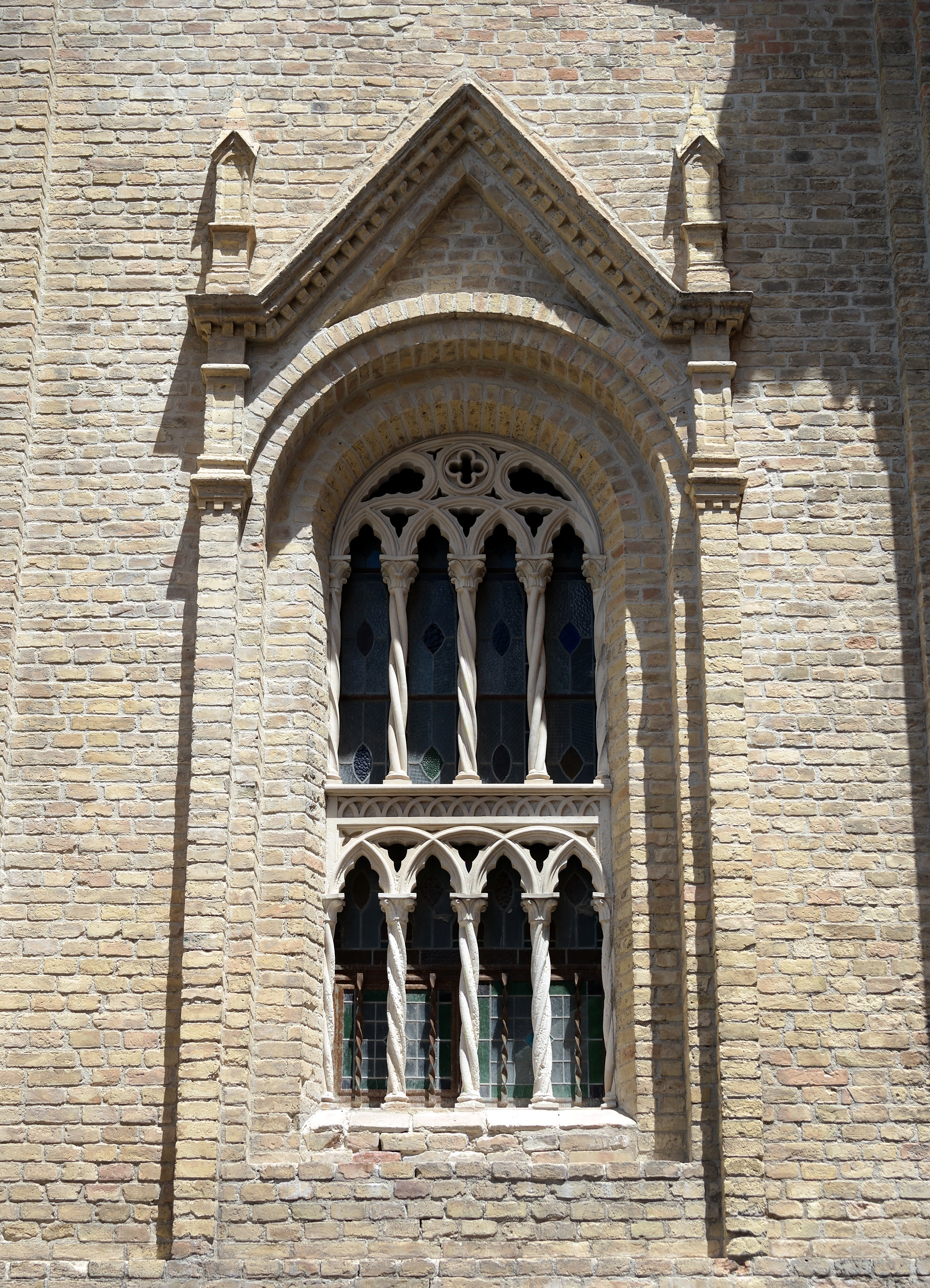
Esempio di quadrifora sulla facciata della Chiesa del sacro Cuore a Pescara

La quadrifora è un tipo di finestra.
È divisa verticalmente in quattro aperture, divise da tre colonnine o da pilastrini o altro, su cui poggiano quattro archi, a tutto sesto o acuti. A volte viene poi incorniciata da un ulteriore arco e nello spazio tra gli archi è inserita una decorazione, uno stemma, o un'apertura circolare.
Meno ricorrente della bifora e della trifora fu comunque usata nel periodo Romanico, Gotico, e Rinascimentale. In seguito venne per lo più abbandonata per tornare in auge nell'Ottocento, nel periodo dell'eclettismo e della riscoperta degli stili antichi (neogotico, neorinascimentale...).
Rispetto alla trifora era in genere usata per aperture di dimensioni maggiori e maggiormente ornate. Appare in torri e campanili, nei piani più alti, dove è necessario alleggerire la struttura con aperture più ampie.